# Stroukoff YC-134
Conçu en 1956, le Stroukoff YC-134 était un avion de transport militaire américain, essentiellement basé sur le C-123 Provider. L'armée américaine passa un contrat avec Stroukoff Aircraft (en) pour développer une version améliorée de l'avion, combinant les caractéristiques que la compagnie avait développées pour les YC-123D et YC-123E.

## Conception et développement

### Les travaux de Stroukoff avec le C-123

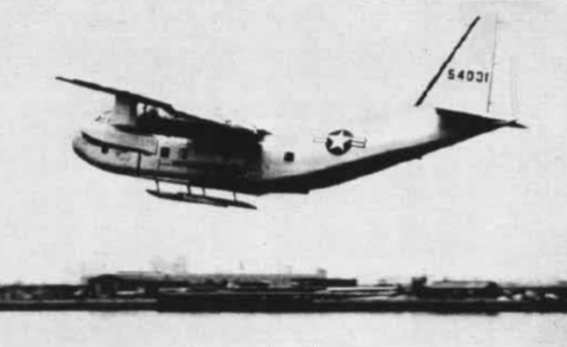
l'YC-123E, avec le système d'atterrissage « Pantobase ».

En 1956, Stroukoff avait déjà accumulé beaucoup d'expérience en travaillant sur le C-123 Provider, ayant déjà rempli deux contrats basés sur cette cellule.
L'YC-123D, issu de la conversion du prototype XC-123A à turboréacteurs en avion doté de moteurs en étoile, innova avec l'installation d'un système de contrôle de la couche limite (en) sur le C-123B. Ce système forçait de passage d'air sous pression à haute vitesse sur l'extrados des ailes de l'avion, faisant travailler l'aile comme si l'avion volait bien plus vite. Cette forte augmentation de portance permettait au C-123 de bénéficier de distances de décollage et atterrissage courtes, d'augmenter sa masse en charge et diminuait sa vitesse de décrochage.
L'YC-123E fut une autre expérimentation dans la tentative d'améliorer la capacité du C-123 à opérer n'importe-où, présentant le propre système « Pantobase » de Stroukoff : Deux skis à haute résistance installés sous le fuselage, des flotteurs d'extrémité d'aile, ainsi que l'étanchéification du fuselage lui-même. Ces modifications lourdes donnaient à l'YC-123E la capacité à opérer sur l'eau, ainsi que sur la glace et la neige et, lorsqu'il fut ajouté au système de contrôle de la couche limite de l'YC-123D, l'avion pouvait effectivement être utilisé depuis presque n'importe quelle piste ou bande de terrain disponible, même de taille limitée.

### L'YC-134
Fruit d'un contrat passé avec la United States Air Force (USAF) en 1956, un exemplaire C-123B du lot de production « -CN » (s/n 52-1627) fut modifié par Stroukoff Aircraft pour devenir l'YC-134. Cet appareil fut lourdement modifié, avec les caractéristiques suivantes :
- Nouveaux moteurs : L'YC-134 fut équipé avec deux moteurs en étoile Wright R-3350-89A Turbo Compound de 3 500 ch (2 600 kW), actionnant deux hélices quadripales à vitesse constante Aeroproducts de 3,96 m de diamètre dotées d'une mise en drapeau automatique ;
- Gouvernes améliorées : Les stabilisateurs horizontaux de l'YC-134 reçurent des cloisons d'extrémité, pour améliorer la stabilité directionnelle de l'appareil. Cette modification donna à l'avion son apparence tri-dérive caractéristique ;
- Train d'atterrissage amélioré : Alors que la roulette de nez du C-123B fut retenue, les deux trains d'atterrissage principaux reçurent une troisième roue, pour améliorer la répartition des masses ;
- Le carburant n'était plus stocké à l'arrière des nacelles des moteurs, mais dans un réservoir central d'aile agrandi. Deux points d'attache pour des réservoirs largables de 2 082 litres furent également ajoutés à chaque aile ;
- Systèmes de contrôle de la couche limite et Pantobase de Stroukoff : L'YC-134 fut équipé du propre système de contrôle de la couche limite conçu par Stroukoff, et si les trois exemplaires prévus avaient pu être livrés, ils auraient reçu le Pantobase conçu pour l'YC-123E.

Ces nouvelles caractéristiques donnaient une augmentation de la masse à vide par rapport au C-123B de 14 088 à 17 221 kg, et de la masse maximale en charge de 27 000 à 33 900 kg. La vitesse de croisière était passée à 352 km/h, comparé aux 310 km/h du C-123B, et l'Y-134 avait une distance franchissable de 2 600 km avec une charge utile de 11 000 kg. Le système de contrôle de la couche limite permettait à l'YC-134 de réduire sa distance de décollage de 560 à 230 m, très similaire à celle de l'YC-123D.
Toutefois, l'US Air Force estima que l'YC-134 n'offrait pas des améliorations substantielles par rapport au C-123, et qu'elle n'avait aucun besoin pour un avion amphibie de transport à moteurs à pistons. Par conséquent, elle décida d'acheter le Lockheed C-130 Hercules à la place, et la conception de l'YC-134 ne déboucha jamais sur une production en série.

## Spécifications techniques (YC-134-SA)
Données de C-123 Provider in Action.
Caractéristiques générales
- Équipage : 2 pilotes
- Charge utile : 10 886 kg
- Masse à vide : 17 220,6 kg
- Masse maximale au décollage : 33 883,3 kg
- Moteur : 2  moteurs à 18 cylindres en double étoile Wright R-3350-89A Turbo Compound de 3 500 ch (2 600 kW)   chacun

 Performances 
- Vitesse de croisière : 352 km/h
- Distance franchissable : 2 600 km  (avec une charge utile de 11 tonnes)